# إيفتشينكو بروغرس
إيفتشينكو بروغرس (Ivchenko-Progress ZMKB) (بالأوكرانية: Запорізьке машинобудівне конструкторське бюро «Прогрес» ім. О.Г.Івченка)، سابقاً مكتب تصميم تجريبي وإيفتشينكو لوتاريف Ivchenko Lotarev، مكتب تصميم يخلق مسودات وخطط لمحركات الطائرات في زاباروجيا، أوكرانيا. وتستخدم منتجاتها على نطاق واسع في كل من الطائرات المدنية والعسكرية، وعلى الأخص توبوليف، ميل وياكوفليف أنتونوف، بيريف، إليوشن، توبوليف، ميل موسكو وياكوفليف. يعمل مكتب التصميم بشكل وثيق مع موتور سيش الذي يقع أيضًا في زاباروجيا وينتج تلك المحركات.
كما استخدمت (PZL-Mielec) محرك تقدم في واحدة من صناعاتهم. وكلاهما أكبر طائرة في العالم، فإن طائرة أنتونوف أن-225 وأكبر مروحية، طراز ميل مي-26، تعملان بمحركات (لوتاريف).
يدار المكتب من قبل شركة الصناعات الدفاعية الأوكرانية ووزارة السياسة الصناعية.

## التاريخ
شاركت الشركة لمدة 60 عامًا في تصميم المحركات لتزويد الطائرات والمروحيات بمختلف أنواعها، كما تصمم محركات ومعدات خاصة للتطبيقات الصناعية.
ثلاثة من المصممين البارزين قادوا التطور خلال تلك الفترة:
- 1945–1968: أوليكساندر هيورهيوفيتش إيفتشينكو (بالأوكرانية: Олександр Георгійович Івченко) (ألكسندر جورجفيتش ايفتشنكو)
- 1968–1989: Volodymyr Oleksiyovych Lotaryev (بالأوكرانية: Володимир Олексійович Лотарєв)(Vladimir Aleksevich Lotarev)
- 1989-2010: Fedir Mykhailovych Muravchenko (بالأوكرانية: Федір Михайлович Муравченко)
- 2010-: إيهور فيدوروفيتش كرافشينكو ((بالأوكرانية: Ігор Федорович Кравченко))

في البداية، صمم الجنرال أوليكساندر ايفتشينكو محركات المكبس. وكانت تلك المحركات تبدا بتسمية (AI). وفي عام 1953، بدأ العمل على المحرك التوربيني الأول (TS-12). ومنذ بداية الستينيات من القرن الماضي، قامت الشركة بتطوير محركات التوربينات الغازية. وفي عام 1971، وتحت إدارة فولوديمير لوتاريف، طورت الشركة أول محرك توربيني سوفياتي عالي التجاوز، وهو محرك لوتاريف دي-36.
هذه المكتب التصميمي يعروف الآن باسم «إيفتشينكو بروغرس» (Ivchenko-Progress ZMKB) ومقرها في أوكرانيا. ويتم تشغيل محركاتها بنجاح من قبل العديد من شركات الطيران في جميع أنحاء العالم، بما في ذلك فولغا دنيبر وخطوط أنتونوف وإينميكس وخطوط بوليت.
في يناير 2015، أعلنت شركة دايموند أيركرافت أوف نمسا، عن أول رحلة لطائرة من نوع دايموند DA50-JP7 ‏ تعمل بمحرك توربيني من نوع (AI-450S) بقوة 465 حصان تم تطويره بواسطة موتور سيش (Motor Sich JSC) الأوكرانية وإيفتشينكو بروغرس.

## الإنتاج
من المعروف أن التقليد السوفييتي، يُبقى التصميم منفصلاً عن الإنتاج. العديد من تصاميم المكتب كانت أو أنتجت في موتور سيش، الواقع مقرها في مطار زاباروجيا الدولي.

## العقارات ذات الصلة

### زابوروجييه أوبلاست
- Sanatorium "Slavutych" في Andriivka (Mykhailivka rural بلدية، Vilnyansk Raion)
- منتجع شاطئ «بيرل» قرب بريمورسك

## المنتجات

### Turbofans
- Ivchenko AI-25
- لوتاريف DV-2
- بروغرس AI-22
- بروغرس AI-222
- MS-400

### High-bypass turbofans
- لوتاريف / بروغرس D-18T
- لوتاريف D-36
- بروغرس D-436

### Propfans
- بروغرس D-27
- لوتاريف D-236T

### Turboprops
- Ivchenko AI-20
- Ivchenko AI-24
- إيفتشينكو بروغرس Motor Sich AI-450S / S2
- MS-14
- MS-500

### توربوشافتس
- لوتاريف D-136 / Ivchenko AI-136
- MS-500V

### توربو جيتس
- Ivchenko AI-7

### محركات ترددية
- Ivchenko AI-4
- Ivchenko AI-10
- إفتشنكو ايه أي-14
- Ivchenko AI-26

## روابط خارجية
- إيفتشينكو بروغرس الصفحة الرئيسية
- https://web.archive.org/web/20101206002205/http://www.zmkb.com/
- http://www.janes.com/articles/Janes-Aircraft-Component-Manufacturers/Ivchenko-Progress-ZMKB-Ukraine.html Ivchenko Progress ZMKB at janes.com